# Gamma (agence)
Pour les articles homonymes, voir gamma (homonymie).
Gamma est une agence photographique de presse française fondée le 14 novembre 1966 par  Hubert Henrotte, Léonard de Raemy, Jean Monteux, Hugues Vassal, Raymond Depardon et Gilles Caron.

## Historique
L'agence de presse Gamma est née de débats entre photo-reporters membres ou sympathisants de l'Association nationale des Journalistes Reporters Photographes (ANJRP), fondée à Grenoble au début des années 60 et qui s'est battue pour améliorer les conditions de travail des photo-reporters. Le nom de Jean Lattès, photojournaliste, est souvent cité, mais il refusa d'être associé à la Sarl constituée par Hubert Henrotte, qui en devint le gérant. Jean Lattès souhaitait que Gamma fut une coopérative ouvrière (Scop). Gamma presse images a été fondé à part égale en décembre 1966 à Paris par Hubert Henrotte, Leonard de Rémy, Hugues Vassal et  Raymond Depardon. En 1967 Gilles Caron devint actionnaire en place de Léonard de Rémy.  
Gamma Presse Images a diffusé le travail d'environ 6 000 photographes depuis sa création. Parmi eux, on peut retenir Gilles Caron, Raymond Depardon, Abbas, Jean-Claude Francolon, Françoise Demulder, Marie-Laure de Decker, Catherine Leroy, William Karel, André Perlstein, James Andanson (de 1972 à 1976), Georges Mérillon, Alexis Duclos, Emanuele Scorcelletti, Michel Laurent, Hans Bollinger, Thierry Secretan, Michel Folco, Daniel Simon, Gilbert Uzan, Patrick Aventurier, Jean Michel Turpin, François Lochon, Ulf Andersen, Patrick Denaud, Raphaël Gaillarde, Éric Bouvet, William Stevens, Pierre Hounsfield, Frédéric Souloy, Rafael Wollman, Arnaud de Wildenberg, Francis Apesteguy, Robert Deyrail, Rémi Bénali, Alain Buu, Patrick Chapuis, Zeng Niang, Noël Quidu, Marc Deville, Francis Demange, Erwin Schuh, Francis Bailly.
De plus, beaucoup de photojournalistes ont contribué au prestige de l'agence Gamma qui fut la pépinière de grands noms de la photo comme Abbas, Jean Gaumy, Sebastião Salgado, David Burnett ou encore Gianni Giansanti.
Six hommes en particulier ont marqué l'agence et furent présents dès sa création : 
- Hubert Henrotte : il dirigea l'agence de 1966 à 1973 avant de créer sa propre entreprise, Sygma, laquelle fut longtemps concurrente de Gamma.
- Raymond Depardon : cinéaste et photographe.
- Gilles Caron : photographe, disparu au Cambodge en 1970.
- Hugues Vassal : photographe d'Édith Piaf et de la royauté d'Iran.
- Jean Monteux : commercial, puis PDG de 1977 à 1993.
- Leonard de Raemy : photographe.

Floris de Bonneville dirigea la rédaction de 1968 à 1996 et organisa le réseau de diffusion à l'étranger, réseau qui longtemps allait être le meilleur de toutes les agences du marché.
En 1973, le formidable développement de l'agence attira nombre de photographes. Il s'ensuivit des conflits entre photographes associés et photographes diffusés, lesquels débouchèrent sur une grève du personnel, suivie d'une discorde des associés. En mai 1973, la quasi-totalité du personnel suivit Hubert Henrotte, qui fonda l'agence de presse Sygma en rachetant l'agence APIS.
Raymond Depardon devint le directeur-gérant (avant de rejoindre l'agence Magnum), puis Hugues Vassal et enfin Jean Monteux.
Dans son film Reporters, Raymond Depardon suit plusieurs photographes de Gamma dans leur activité, pendant le mois d'octobre 1980. Le film montre que les photographes traitent de l'actualité sérieuse, voire tragique (attentat antisémite contre la synagogue de la rue Copernic, qui tue quatre personnes) ainsi que de l'activité de paparazzi tel Francis Apesteguy photographiant des célébrités (Richard Gere notamment), ou encore Jacques Chirac, alors maire de Paris, que l'on retrouve à plusieurs reprises dans le film.
À la fin des années 1990, à la suite de conflits sociaux sans fin, de blocages internes refusant les nouvelles technologies numériques, l'agence Gamma est rachetée par le groupe Hachette Filipacchi Médias, dont le pôle « Image » est dirigé, depuis décembre 2005, par Bertrand Eveno, énarque, ancien président-directeur général de l'Agence France-Presse. Elle est ensuite cédée à Green Recovery. Le dernier repreneur continue de diffuser les images de Gamma par l'intermédiaire de la société Eyedea Presse, filiale du groupe Eyedea.
Le 23 juillet 2009, Stéphane Ledoux, pdg du groupe Eyedea déclare l'agence en cessation de paiement,.
Le groupe Eyedea a déposé le bilan de sa filiale Eyedea Presse (et donc Gamma) au tribunal de commerce le 28 juillet 2009. Ainsi, le groupe Eyedea est en redressement judiciaire devant ce même tribunal de commerce de Paris.
François Lochon, photographe et ancien actionnaire de l'agence Gamma, se voit attribuer par le Tribunal de commerce de Paris la reprise du Groupe Eyedea.
L'agence Rapho, une légende du monde de l'image, figure dans le panier des agences du groupe. Édouard Boubat, Robert Doisneau, Willy Ronis, Jean-Louis Swiners, Sabine Weiss sont diffusés par la nouvelle entité, qui prend le nom de « Gamma-Rapho », ainsi que les archives des agences Keystone, Explorer, Hoa Qui et Stills, également incluses dans ce fonds d'archives.